# Eaglexpress
Eaglexpress Air Charter Sdn Bhd (có tên thương mại là Eaglexpress) là một hãng hàng không hợp đồng có văn phòng chính ở Selangor, Malaysia  và đặt trụ sở tại sân bay Quốc tế Kuala Lumpur. Hãng hàng không này là một liên doanh giữa những nhà đầu tư ở Malaysia và Hàn Quốc. với tỉ lệ nắm cổ phần tương ứng là 60%-40% hãng này chuyên về hợp đồng máy bay cho Hành hương, nghỉ dưỡng, thương mại và hoạt động bảo trì máy bay.
Công ty được thành lập vào tháng 1 năm 2012 và bay chuyến bay hợp đồng đầu tiên vào tháng 2 cho một nhóm nghỉ dưỡng từ Hàn Quốc đến Malaysia. Tiếp sau đó là một hợp đồng sáu tháng với Vụ Du lịch Malaysia bao gồm các chuyến bay hành hương Umra đến Jeddah xuất phát từ Malaysia, miền Nam Thái Lan và Indonesia, bắt đầu từ tháng ba cho đến giữa tháng chín.
Hãng hi vọng sẽ có được tổng cộng 8 máy bay cho đến cuối năm 2012, bao gồm Boeing 737-400/Boeing 737-800, và tăng lên 20 máy bay trong năm năm kế tiếp. chuyến bay hành hương Hajj đến Jeddah đầu tiên diễn ra vào ngày 21 tháng 9 năm 2012. Eaglexpress có 3 máy bay boeing 747-400 hoạt động tuyến Saudia và cho Fly Nas thuê.
Eaglexpress đồng thời cũng mở rộng trong lĩnh vực chuyên chở hàng hóa và ACMI, sử dụng 3 máy bay Boeing 747-400F tập trung vào tuyến Hàn Quốc và Hồng Kong.
Ngày 20 tháng 12, bản báo cáo của The Edge ghi nhận rằng giấy phép bay (Air Service Permit (ASP)) của hãng đã bị thu hồi và sẽ không có hiệu lực từ ngày 21 tháng 12 năm 2016, theo thông báo của Ủy ban Hàng không Malaysia.

## Đội bay
Đội bay của Eaglexpress bao gồm các máy bay sau (tính đến tháng 10 năm 2016):

### Đội bay trước kia
- 1 máy bay Airbus A330-200 (cho hãng flynas thuê).[15] Máy bay này sau đó được hoàn trả cho chủ, Guggenheim Aviation Partners sau khi hết hợp đồng vào ngày 7 tháng 6 năm 2016.[16]